# Gracchernes reformbevægelse
Gracchernes reformbevægelse, betegner en politisk kamp om de lavere klassers indflydelse og fordelingen af statens jord i Romerriget mellem 133 og 121 f.v.t. Bevægelsen blev ledet af de to brødre Tiberius og Gajus Sempronius Gracchus, der begge benyttede folketribunembedet som platform for deres reformforsøg.

## Baggrund
I 2. og 3. årh. f.v.t. havde Rom gennem især erobringer forøget sit territorium enormt, og ifølge den romerske lov tilfaldt den erobrede jord staten, men den skulle fordeles til de romerske borgere mod en afgift. Ifølge vore kilder (Appian og Plutarch) var det oprindeligt formuleret i loven: At man ikke må overtage mere jord end man selv kan dyrke. Men efterhånden ændrede den sig så: Man kan overtage den jord man regner med at kunne opdyrke. Situationen i Italien i 2. årh. f.v.t. var, at de rige langsomt pressede de fattige ud af landbruget, og i stedet for de traditionelle familebrug opstod der store slavedrevne godser. Denne udvikling er blevet bekræftet af arkæologiske udgravninger i Latium. De mange krige betød også, at mange blev rekrutteret som soldater, men de havde efter endt tjeneste ingen andre steder at tage hen end til Rom, hvor de kom til at indgå i byens store gruppe af arbejdsløse.

## Begivenhederne
Tiberius bliver valgt som folketribun for året 133 f.v.t. Han forsøgte gennem nye love at give plads til mindre landbrug, bl.a. ved at stille forslag om en begrænsning for hvor meget statsjord man kunne besidde. Af åbenlyse grunde var nobiliteten ikke begejstret for dette lovforslag, så for at forhindre det fik de en af de andre tribuner, Marcus Octavius, til at nedlægge veto imod forslaget. Tiberius var forståeligt nok rasende, men han kunne ikke gøre andet end at udsætte forslaget til næste møde, hvor der så skulle afholdes en tribeafstemning. Afstemningen viste klart, at folket ønskede lovforslaget vedtaget, og som den første tribun nogensinde blev Marcus Octavius afsat, en ny tribun blev valgt, og forslaget gik igennem. Kommissionen der blev nedsat bestod af Tiberius, hans bror Gajus og Appius Claudius, hvis datter var gift med Gajus, og inden længe foreslog Tiberius, at midlerne fra Pergamon, det rige, der netop var blevet testamenteret til Rom, skulle bruges til at hjælpe de små landbrug til at starte igen. Dette blev for meget for senatorerne, og inden længe blev Tiberius myrdet under tumultagtige optøjer i senatet, da han søgte genvalg til tribunembedet. Påskuddet for mordet var, at Tiberius ville lade sig krone til konge, en anklage, som var så alvorlig at det måtte medføre døden. Endvidere var der ingen præcedens for et genvalg af en folketribun, således at genvalget ville have været direkte i strid med sædvanen, mos maiorum.
Dette satte naturligvis en midlertidig stopper for jorduddelingen – få fra byproletariatet ville vende tilbage til landet uden kapitalen til at oprette landbrug – men i 123 f.Kr. blev Gajus, Tiberius’ bror, valgt til tribun. Han fortsatte broderens reformprogram ved at arbejde koncentreret på at bryde senatets magt. På eksemplarisk vis genfremsatte han først et af broderens forslag, som han vidste senatet ville stoppe – at give borgerret til alle latinere og de italiske forbundsfæller– hvorefter han fulgte op med de forslag, som han egentlig ville have gennemført: offentlig kornuddeling til de fattige og overførsel af dommermagten fra senatet til ridderstanden, den romerske ”middelklasse”. Gajus mødte modstand fra både nobiliteten og den fattigste klasse, proletarerne, som alle frygtede at miste indflydelse, hvis hans reform program blev vedtaget. Hans modstandere benyttede Gajus’ fravær fra Rom, da han i en periode befandt sig i Afrika for at anlægge en koloni, til at mindske hans indflydelse, og senere ved valget for 121 f.v.t. taber han valget som folketribun til nobilitetens kandidat Marcus Drusus Livius. For at imødekomme hans modstanderes trusler imod ham, erklærede Gajus, at fra nu af ville alle de love han foreslog komme til afstemning på folkeforsamlingen. Dette fik folk fra hele Italien til at strømme til Rom, men senatorerne fik consulen til at udstede et dekret, der forbød ikke-romere at opholde sig i Rom under afstemningerne, for at forhindre at de fik indflydelse på afstemningerne.
Efter sit valgnederlag er Gajus uden offentligt embede, og hans modstandere forsøger nu at annullere hans lovgivning, det får Gajus’ tilhængere til at protestere kraftigt, men selv om Gajus prøvede at gøre, hvad han kunne for at holde temperamenterne i ro, var det umuligt. I løbet af få dage eskalerede uenigheden, og der udbrød en kort borgerkrig i Rom. Inden længe var Gajus og hans forbundsfæller besejret af konsulen Opimus. Gajus begik selvmord, men mange af hans tilhængere blev myrdet uden dom.

## Betydning
Romerske politikeres motiver var i høj grad influeret af deres klienters og forbindelsers (amicii) interesser, men Graccherne var uden tvivl også drevet af et oprigtigt ønske om reformer, der kunne forbedre vilkårene for de fattigste i det romerske samfund. Fattigdommen i Rom var meget udbredt, og risikoen for social opstand var stor.
Graccherne opnåede visse politiske resultater, der ikke løste problemerne for de fattigste, men dog lettede dem. De vigtigste resultater af deres aktiviteter var ifølge historikeren Scullard dog mere de indirekte, hvoraf de mest synlige var:
- De italiske folks bitterhed blev forøget, da de i sidste ende blev nægtet borgerrettigheder
- Ridderstanden opnåede større politisk indflydelse
- Folket indså, at de kunne opnå reel politisk indflydelse på folkeforsamlingen
- Nye aspekter ved folketribunens magtpotentiale blev åbenbaret
- Men først og fremmest blev Senatets svagheder udstillet

Gracchernes reformbevægelse var et foreløbigt højdepunkt i den udvikling der førte til Republikkens fald og den borgerkrig, som bragte Augustus til magten.